# Aero Commander 100
Die Aero Commander 100 ist ein von dem amerikanischen Hersteller Volaircraft Incorporated entwickeltes Reise- und Schulflugzeug. Nach dem Aufkauf von Volaircraft im Juli 1965 wurde das Muster von Aero Commander, einer Abteilung von Rockwell-Standard, vermarktet.

## Geschichte
Dieses Flugzeug wurde Anfang der 1960er Jahre von Volaircraft Incorporated entwickelt. Im Jahr 1960 erfolgten der Erstflug und die Betriebszulassung. Der Rumpf bestand aus Stahlrohr, der mit Metall verkleidet wurde. Ebenfalls aus Metall bestanden das Leitwerk und die Flügel. Die Variante mit drei Sitzen hieß Volaire 1035, der 4-Sitzer mit einem 150 PS leistenden Motor hieß Volaire 1050. 1965 wurde es vom Hersteller Aero Commander unter dem Namen Aero Commander 100, von 1968 bis 1971 als Aero Commander Darter mit IFR-Ausstattung und von Anfang 1971 bis Ende 1971 als Aero Commander Lark mit einem 180 PS starken Lycoming-O-320-A2B-Motor vertrieben. Im Jahre 1971 übernahm der Hersteller Phoenix Aircraft die Fertigungsrechte für den Flugzeugtyp, stellte aber keine Maschinen mehr her.

## Zwischenfälle
Insgesamt gab es mit diesem Flugzeugtyp bisher 57 Unfälle mit 46 Toten.

## Technische Daten
| Kenngröße             | Aero Commander 100 Aero Commander Darter | Aero Commander Lark                        |
| --------------------- | ---------------------------------------- | ------------------------------------------ |
| Passagiere            | 2 oder 3                                 | 2 oder 3                                   |
| Länge                 |                                          |                                            |
| Spannweite            | 10,67 m                                  | 10,67 m                                    |
| Höhe                  | 2,84 m                                   | 2,84 m                                     |
| Flügelfläche          | 16,8 m²                                  | 16,8 m²                                    |
| Leermasse             | 580 kg                                   | 580 kg                                     |
| max. Startmasse       | 1020 kg                                  | 1020 kg                                    |
| Höchstgeschwindigkeit | 214 km/h                                 | 214 km/h                                   |
| Reisegeschwindigkeit  | 205 km/h                                 | 205 km/h                                   |
| Dienstgipfelhöhe      | 3350 m                                   | 3350 m                                     |
| Reichweite            | ca. 830 km                               | ca. 830 km                                 |
| Triebwerke            | 1 × Lycoming O-320 mit 150 PS (110 kW)   | 1 × Lycoming O-320-A2B mit 180 PS (132 kW) |
| Tankkapazität         | 144 l                                    | 144 l                                      |
| Verbrauch             | 39 l/Stunde                              | 39 l/Stunde                                |